# 도요스

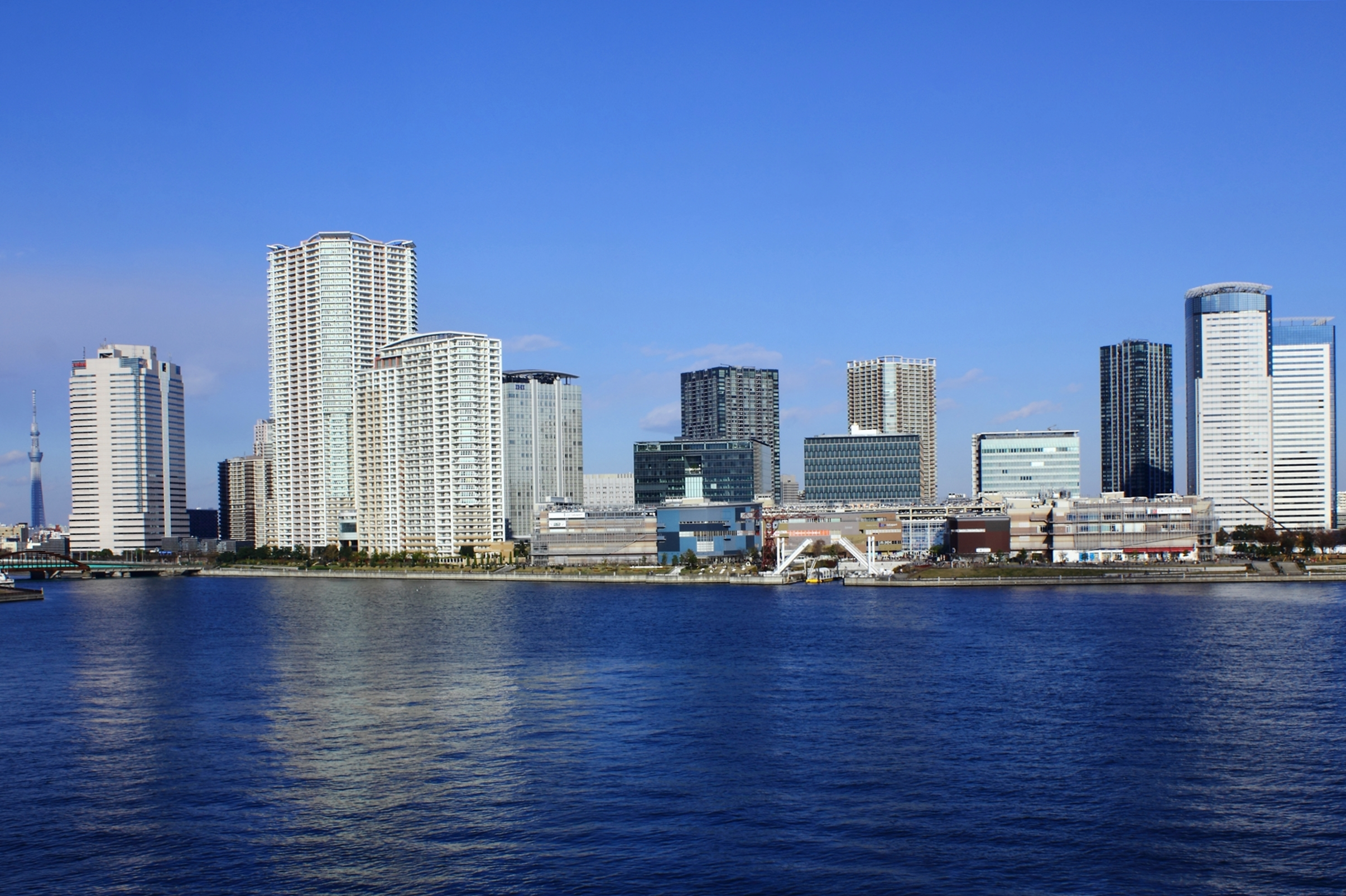
도요스

도요스(豊洲)는 일본 도쿄도 고토구의 지명이다. 현행 행정지명은 도요스 1초메에서 도요스 6초메에 해당한다.

## 역사
1937년에 도요스 지역이 매립지로 조성되었다. 1990년대 초반까지 조선소, 발전소, 가스공장, 화물역, 창고 등이 있었다. 도쿄 중심부와 가까워 부동산 가치가 높았기 때문에 재개발이 활발했다. 고층 아파트, 오피스 빌딩, 쇼핑 센터가 차례로 건설되었다.
2018년 10월 도매시장 중 하나인 쓰키지 시장이 폐쇄되어 도쿄가스 공장 터에 도요스 시장이 개장했다.